# 裴阿摩支
裴阿摩支（?—?），唐朝时疏勒王，本名不详，自号阿摩支。国都在迦师城（今新疆喀什市）。
与前任裴绰的关系不详，裴绰放弃王位，流亡唐朝。阿摩支亲近突厥，在唐太宗贞观年间，取西突厥的宗室之女为妻。贞观九年（635年）他派遣使者到唐朝，进献好马。贞观十三年（639年）又向唐朝进贡。贞观二十二年（648年），唐太宗派阿史那社尔、郭孝恪等人出兵击破龟兹。阿摩支归顺唐朝，被封为疏勒都督府都督，隶属于安西都护府。